# Paz de Antálcidas
A Paz de Antálcidas, também conhecida como Paz do Rei, foi um tratado de paz imposto pela Pérsia em 387  a.C., mas que atendia as conveniências de Esparta e que pôs fim a guerra de Corinto na Grécia antiga. O nome oficial do tratado vem do embaixador espartano e instigador desta paz, Antálcidas, que viajou até Susa para negociar os termos do tratado com o rei da dinastia Aquemênida persa. Este tratado foi mais conhecido na antiguidade como Paz do Rei, nome que refletia a profunda influência persa nos termos do mesmo.  
O tratado marcou a primeira tentativa de conseguir um estado de paz comum na história grega: este determinava que as cidades firmassem a paz desde que todas as pólis concretizassem a independência e autonomia uma das outras.  
Foi aceitado por Esparta e Atenas em 386  a.C.. Os que mais demoraram a aceitar foram Argos e o governo unido de Argos e Corinto

## O final da Guerra de Corinto
No ano  387  a.C., a frente principal da guerra de Corinto havia sido deslocado para o Mar Egeu, onde a frota ateniense comandada por Trasíbulo conseguira o controle de um bom número de cidades, e estava atuando em conjunto com Evágoras, rei do Chipre. Dado que Evágoras era um inimigo da Pérsia e muito dos interesses atenienses ameaçavam os interesses do império, Artaxerxes II decidiu deixar de apoiar Atenas e seus aliados na guerra, e preferiu se alinhar aos espartanos.  Antálcidas, o comandante de uma frota espartana, foi chamado a Susa junto com o sátrapa Tiribazo. Ali começaram a desenrolar os acordos bilaterais para um acordo que pusesse o fim da guerra.
Para convencer os atenienses a negociar, Antálcidas movimentou sua frota de de 90 barcos a Helesponto, lugar em que ameaçava a rota comercial de Atenas, onde importavam cereais. Os atenienses,  recordando da sua desastrosa derrota em 404 a.C., quando os espartanos tomaram o Helesponto, aceitaram negociar. Tebas, Corinto e Argos, que não estavam em condições de continuar lutando sem Atenas, também se viram forçados a negociar. Em uma conferência de paz em Esparta, todas as partes envolvidas na guerra aceitaram os termos dados por Artaxerxes II.

## O tratado
A característica mais chamativa da Paz de Antálcidas era a grande influência persa. Os términos do tratado tiveram como base um decreto do rei Artaxerxes II:
| “ | O rei Artaxerxes pensa que é justo todas as cidades da Ásia pertencerem a ele, igualmente com Clazomene e o Chipre, e que o resto das cidades gregas, tanto as grandes como as pequenas, sejam independentes, exceto Lemnos, Imbros e Esquiro que devem pertencer aos atenienses como assim sempre foi. Mas se qualquer um não aceitar esse tratado, contra ele farei guerra juntamente com aqueles que aceitaram o acordo, tanto por terra como por mar. | ” |

As ligas foram obrigadas a se separarem, e os tebanos tiveram que dissolver sua liga com a Beócia. Somente a Liga do Peloponeso se manteve, pois quem administrava os términos de paz eram os próprios espartanos, e estes não tinham interesse em aplicar o princípio de independência neles mesmos.

## Efeitos da paz
O mais importante efeito da Paz de Antálcidas  foi a devolução do controle persa da Jônia e de certas partes do Egeu. Depois de terem sido expulsos do mediterrâneo  pela Liga de Delos no século V. a.C., os persas haviam recuperado sua posição desde o final da guerra do Peloponeso, e agora eram suficientemente fortes para ditar os termos na Grécia. Mantiveram essa posição até os tempos de Alexandre, o Grande.
O segundo efeito foi a formalização de Esparta como a principal força do sistema político grego. Usando o seu mandato para proteger e impor a paz, os espartanos  lançaram uma série de campanhas contra os estados que eram ameaças políticas. A maior delas aconteceu em 382  a.C., para acabar com a Liga Calcídica, no noroeste da Grécia. 
Entretanto, a Paz  de Antálcidas não obteve êxito em trazer a paz para a Grécia. As batalhas foram retomadas na campanha contra Olinto em 382  a.C., e a situação continuou instável nas décadas seguintes. A ideia da paz comum, todavia, foi bastante duradora e houve várias tentativas de estabelecê-la, embora todas tenham terminado em fracasso. Ao garantir maiores poderes a Esparta, as demais cidades se sentiram provocadas, o que determinou uma situação de quase guerra entre os estados gregos.